# Monetazione axumita
Le monete axumite sono state le uniche ad essere state coniate in Africa senza l'influenza diretta di altre culture esterne come quella romana o greca. Circolarono a partire dall'epoca di massima espansione del Regno di Axum sotto Re Endubis verso il 270. La coniazione ebbe fine con l'inizio del declino del regno, verso la metà del VII secolo. Dopo Axum, nessun altro stato dell'Africa subsahariana coniò monete fino al sultanato di Kilwa Kisiwani nel X secolo.
Le monete di Axum sono state un veicolo di propaganda per mostrare la prosperità del regno e per promuovere la religione nazionale (prima politeistica e poi cristiana), oltre che un mezzo per facilitare i commerci nel Mar Rosso su cui il regno prosperava. Questa monetazione fornisce anche uno strumento inestimabile per identificare una cronologia affidabile dei re di Axum a fronte degli insufficienti scavi archeologici in quest'area.

## Origini

### Periodo pre-monetale
Anche se l'emissione di monete coniate non iniziò prima del 270 circa, monete metalliche potrebbero essere state comunque usate per secoli ad Axum prima che ci fosse una coniazione centralizzata. Il Periplo del Mar Rosso (Periplus Maris Erythraei, un testo geografico scritto in greco verso metà del I secolo) riporta che lo stato Axumita importava bronzo, «che essi usano per ornamenti e per tagliarli come monete», e che importavano «piccole monete (denarion) per gli stranieri che vivono lì». Si può quindi ragionevolmente dedurre che i primi re di Axum, il cui dominio era collocato sui percorsi commerciali che passavano per il Mar Rosso, riconoscevano l'utilità di monete standardizzate nel facilitare i commerci sia interni che internazionali.

### Influenze
Anche se le monete axumite sono indigene sia nel disegno che nella produzione, è innegabile qualche influenza esterna nell'incoraggiare l'uso della moneta. Nel periodo in cui ad Axum furono coniate per la prima volta monete, esistevano vasti commerci con l'Impero romano lungo le coste del Mar Rosso; nemmeno è da escludere l'influenza dell'Impero Kushan o della Persia. Monete di Roma, di Himyar e di Kushan sono state rinvenute nelle maggiori città axumite, anche se, tuttavia, sono attestate esclusivamente piccole quantità e sembra che la circolazione di monete straniere fosse comunque limitata. Anche se i regni dell'Arabia meridionale hanno coniato delle monete, tuttavia queste coniazioni erano già terminate quando ci fu un'influenza degli axumiti nell'Arabia meridionale sotto il regno di Gadarat; inoltre molto raramente furono prodotte monete di elettro o oro (e in argento a Sabei e in Himyar oppure in bronzo in Hadramawt), di fatto rendendo l'influenza inesistente.
La spinta maggiore non fu l'emulazione ma le necessità economiche; il mar Rosso con le sue coste è sempre stato un sito di commerci internazionali e le monete erano in grado anche allora di facilitare commerci e crescita della ricchezza."
Al di là di queste influenze, le monete erano di disegno genuinamente indigeno, e le influenze esterne erano relativamente deboli e limitate in quantità.

## Periodo pre-cristiano
Le monetazione axumita iniziò nell'ultimo periodo della crescita dell'impero, quando era già iniziato il suo periodo d'oro. La coniazione iniziò verso il 270, sotto il regno di Endubis.

## Fonti dei materiali

### Oro
Sembra che l'oro sia stato acquisito da più fonti. L'oro probabilmente proveniva da Sasu (Sudan meridionale), ed anche da fonti più vicine dell'Etiopia, anche se queste ultime sono meno documentate di quelle più a nord. Un commercio di oro dalle aree meridionali dell'Etiopia come la regione di Innarya è documentato nel VI secolo (ad esempio nei testi di Cosma Indicopleuste, un viaggiatore greco del VI secolo) ed è continuato fino ai giorni di James Bruce (XVIII secolo). Oro veniva anche da fonti più a nord, come il Gojjam (nord ovest dell'Etiopia), dalle popolazioni Beja e dall'attuale Eritrea, anche se le ultime due sono meno certe. Tuttavia recenti ricerche per trovare dell'oro condotte in Eritrea hanno identificato significativi depositi aurei a Emba Derho mentre altri depositi sono stati individuati a Zara, una città dell'Eritrea centro-occidentale.

### Argento ed altri metalli
Mentre fonti locali di oro sono attestate per l'era axumita, sembra che l'argento sia stato particolarmente più raro ad Axum. Non c'è menzione del fatto che miniere d'argento siano esistite nella regione fino al XV secolo. Tuttavia l'argento era importato, come attestato del Periplo del mare Eritreo, dando luogo ad una preponderanza di monete d'argento che però non può essere spiegata se l'importazione fosse l'unica fonte d'argento ad Axum. Inoltre un numero significativo di monete d'argento contiene inserti d'oro (presumibilmente per aumentarne il valore), che non sarebbero stati necessari se l'argento fosse stato così raro da dovere essere prevalentemente importato. L'argento può anche essere ottenuto dalla raffinazione dell'oro, che a volte si trova in natura assieme all'argento in una lega denominata elettro.
Rame e bronzo non sembra che siano esistiti nell'Impero axumita, e la loro importazione è documentata nel Periplo del Mare Eritreo.

## Valore
Anche se le monete d'oro erano certamente quelle di maggior valore seguite da quelle d'argento, il rapporto esatto tra le tre emissioni (oro, argento e bronzo) non è conosciuto. La fornitura di oro era strettamente controllata dallo stato axumita, come fu notato da Cosma Indicopleuste e certamente anche gli altri metalli preziosi erano controllati strettamente, permettendo allo Stato axumita di assicurare l'uso delle proprie emissioni.
La qualità delle monete axumite era strettamente controllata e di solito con un alto titolo. Per esempio il titolo più basso di oro riscontrato per le monete di Aphilas è il 900/1000.
Le prime monete sono spesso molto vicine al loro peso teorico e alcune addirittura lo superano. Tuttavia il peso delle monete tende a diminuire nel tempo, anche se non uniformemente né continuamente. Ciò può essere dipeso dal desiderio di conformarsi alla riforma monetaria romana avvenuta durante il regno di Diocleziano che aveva portato l'aureo da 1/60 ad 1/72 di libbra. Nonostante la diminuzione del peso, la purezza dell'oro fu quasi sempre mantenuta, perfino dagli ultimi re. L'abbondanza di monete axumite rinvenute e quelle che vengono dagli ultimi ritrovamenti indicano che Axum aveva accesso a grandi quantità di oro.

## Impronte
La legenda delle monete era spesso scritta in greco, dato che le monete erano usate nei commerci con l'Oriente ellenizzato. In seguito aumentò l'uso della lingua ge'ez, la lingua degli Axumiti; ciò indica forse un declino nell'uso per i commerci internazionali, cioè con Roma e con l'India.
Il dritto delle monete mostra sempre un'immagine del re (quasi sempre di profilo) che indossa una corona o un elmo/copricapo reale. Il copricapo ha sul davanti disegni che forse rappresentano pieghe oppure raggi o il sole. Ai lati del copricapo c'è una specie di nastro per tenerlo fermo. La maggior parte delle monete ha la legenda che recita "Re degli Axumiti" (ΒAΣIΛΕΥΣ AΞΩMITΩ - basileus axomito). Tuttavia molte monete sono state coniate anonime (o anche postume) specialmente durante il V secolo. La legenda può includere anche un nome bisi ("uomo di", Ge'ez bə'əsyä ብእስየ) o un epiteto (che inizia con Əllä, in Ge'ez እለ "lui che") oltre al nome personale del re. Nomi Bisi erano per lo più usati assieme ai nomi personali nelle prime monete, mentre gli epiteti erano più comuni negli ultimi anni, ed in alcuni casi erano gli unici. Il testo in greco era usato assieme alle legende Ge'ez, tuttavia era l'unico nelle monete d'oro con l'eccezione delle monete di Wazeba e di MHDYS. Nel tempo decadde la qualità del greco usato nelle monete (oro, argento e bronzo), il che indica il declino di Axum. Inoltre, iniziando da MHDYS per quello che riguarda il bronzo e da Wazeba per le monete d'argento, gradualmente il Ge'ez soppiantò il greco nelle legende.

### Motti
Le monete axumite mostrano una varietà di motti lungo tutto il periodi in cui sono state coniate, ad iniziare dal IV secolo. Attorno a questo periodo furono coniate molte monete di bronzo anonime con la sola legenda Βασιλεύς (Basileus, "Re") sul dritto. Furono coniate sia dal re Ezana che da qualcuno dei suoi successori. Queste monete portavano sul rovescio il primo esempio di un motto, "Possa ciò piacere al popolo" (greco: TOYTO APECHTHXΩPA touto aresētēchōra). In seguito fu scritto in Ge'ez senza vocali come ለሐዘበ ፡ ዘየደአ LʾḤZB ZYDʾ e sotto re Kaleb anche ለሀገረ ፡ ዘየደአ LHGR ZYDʾ, "possa questa piacere alla città [nazione]."

### Endubis
Endubis, il primo re Axumita di cui è nota la coniazione di monete, ha rappresentato quasi esclusivamente la sua immagine sia al dritto che al rovescio. Le immagini mostravano la testa e la parte superiore del busto, con li copricapo reale (o elmo) ed un'abbondanza di gioielli. Oltre a scrivere il suo nome reale, Endubis segnò anche il suo nome "bisi, una pratica continuata dai suoi successori, ma che spesso manca nelle monete successive. Il nome "bisi" era una sorta di affiliazione tribale o "ethnikon", cioè un riferimento alla discendenza reale che era diversa per ogni re. Endubis enfatizzò anche la sua religione con la presenza del simbolo pre-cristiano costituito dal disco e dal crescente come strumento di propaganda, che è uno degli obbiettivi che si pongono le monete. Un secondo motivo usato da Endubis e che prosegue nelle monete successive, è quello delle due (a volte solo una in seguito) spighe di orzo o grano poste intorno alla sua testa. Anche se non esiste una evidenza nelle iscrizioni, data la preminente posizione intorno alla testa reale, le spighe possono essere dei simboli che rappresentano lo stato axumita. Sebbene le monete successive siano più piccole, Endubis scelse l'aureo romano come moneta su cui standardizzare il peso delle monete axumite, con l'emissione di monete d'oro da mezzo aureo del peso di circa 2,70 grammi (più precisamente, il peso teorico dovrebbe essere 2,725g).

### Aphilas
Mentre tutte le monete di Endubis hanno il re con l'elmo reale, quelle di Aphilas mostrano il re che indossa un'impressionante alta corona sopra l'elmo reale. La corona mostra un colonnato con archi che sostiene delle alte guglie, in cima alle quali si vedono grandi dischi il cui significato non è ben identificato. Oltre alla corona ed all'elmo reale, le monete di Aphilas includono anche altri elementi regali come una lancia, un ramo con bacche, la rappresentazione delle braccia, l'aggiunta di nappe con frange sull'abito imperiale ed altre gioielli come amuleti e braccialetti. Nonostante queste innovazioni Aphilas continuò ad usare la propria immagine con l'elmo regale in alcune monete, a volte nel rovescio, mentre l'immagine con la corona si trova al dritto.
Una delle sue emissioni comprende la sua immagine frontale nel dritto, caratteristica che termina con il suo regno e che si ritrova solo negli ultimi re. Altre due caratteristiche della coniazione di Aphilas furono abbandonate dai re successivi. Una è l'uso delle semplice iscrizione "Re Aphilas" sul rovescio di una moneta, l'unico lato usato in modo esclusivamente epigrafico nelle monetazione axumita. L'altro è l'uso della rappresentazione di una singola spiga di orzo o grano al rovescio, mentre l'uso delle due spighe poste in forma circolare intorno all'immagine reale continua.
Aphilas introdusse una varietà di diverse monete per tutti e tre i metalli, alcune delle quali durarono fino al VII secolo, mentre l'uso di altre terminò con la fine del suo regno. Le sue nuove monete in oro, coniate accanto alle vecchie, dal valore di un quarto e di un ottavo di aureo furono subito abbandonate; di entrambe è noto un solo esemplare. Sono state anche trovate monete da 1/16 anche se sembra che si tratti di una deliberata svalutazione (tuttavia le monete axumite erano generalmente, come già visto, di oro quasi puro).
Le monete d'argento di Aphilas, emesse invece con un peso pari alla metà di quelle precedente, divennero il nuovo standard axumita per l'argento fino alla fine della monetazione. Presumibilmente le vecchie monete avevano un valore più alto di quello necessario e le nuove monete risolsero il problema.
Invece il peso dell'emissione di bronzo di Aphilas fu portato a 4,83 grammi. La rarità delle monete potrebbe attestare un rapido ritiro dal mercato, come si suppone anche per il quarto di aureo. Queste due emissioni di Aphilas sono le uniche a rappresentarlo frontalmente anziché di profilo.

### Ezana
Durante il regno di Ezana ci fu un sostanziale cambiamento sia nel Regno di Axum che nella sua monetazione a causa del passaggio della religione di Stato dal paganesimo alla Cristianità, uno dei primi stati a fare questo processo. Mentre le monete di Ezana battute durante la prima metà del suo regno sono quasi identiche a quelle di Aphilas, eccettuate minime riduzioni di peso, quelle della seconda metà usano un disegno rivoluzionario. Con la sua conversione alla cristianesimo, Ezana iniziò a rappresentare la croce nelle sue monete, la prima volta che nel mondo si mostra sulle monete questo simbolo. Alcune delle sue monete "cristiane" hanno lo stesso peso usato a Roma prima della riforma di Costantino I del 324, indicando che la conversione sia avvenuta prima di questa data o poco dopo, giacché la monetazione axumita potrebbe non aver cambiato il peso immediatamente.
Parallelamente all'adozione della croce sulle monete, non fu più usato il simbolo della stella e crescente. Monete cristiane successive riflettono l'adozione dello standard di 4,54 g di Costantino, con il peso teorico delle monete axumite, che era di mezzo aureo, che di conseguenza cala a 1,70 g per le monete d'oro.
Monete di Ezana senza alcun simbolo religioso sono state trovate, come anche monete simili di suo padre, Ousanas. Ciò potrebbe riflettere una transizione della religione di Axum, quando Frumenzio influenzava il padre di Ezana ed il cristianesimo si diffondeva nel paese, supportando quanto scrive Rufino. L'assenza di simboli più in generale può riflettere l'incertezza di come esibire al meglio il cambiamento di religione nello stato axumita.

## Standard ponderali

### Monete d'oro
Le monete d'oro pesano in media 2,5-2,8 grammi ed hanno un diametro di 15–21 mm all'inizio delle emissioni, nel 270-300. Ciò le rende pari a mezzo aureo che pesava 4,62-6,51 grammi al tempo di Probo. Le emissioni di Israele (570-600) pesano 1,5 grammi ed hanno 17 mm di diameter. Il solido romano di Maurizio era di 4,36-4,47 grammi. La maggior parte di queste monete sono state trovate nell'Arabia meridionale e non ad Axum. Il nome non è conosciuto e di conseguenza ci parla di unità AU.

### Monete d'argento
Sempre a partire da Endubis le monete d'argento pesano 2,11-2,5 grammi, che è circa la metà dell'antoniniano romano che pesava 3,5-4,5 grammi. Un denario dell'inizio del III secolo pesava 2,5-3,00 grammi con un contenuto del 52% o meno di argento, mentre le monete di Axum erano inizialmente di argento puro e il titolo fu diminuito solo in un secondo tempo. Il nome è sconosciuto e vengono indicate con la sigla AR.

### Monete di bronzo
La maggior parte delle monete di bronzo, come anche quelle d'argento, sono state trovate nel territorio di Axum con pochissimi pezzi trovati in Giudea, Meroe ed Egitto. Sono grossolanamente basate sui vecchi assi e sesterzi romani sia come forma che spessore. Il disegno cambia come le nelle monete romane: inizialmente è dettagliato poi lo stile diventa arcaico e le immagini non sono riconoscibili. Il nome non è noto e sono denominate con AE ed il diametro in millimetri, ad esempio AE17 per una moneta di 17 mm.

## Commerci
Nel momento in cui Axum conia le sue prime monete, il regno aveva già una lunga storia di commerci con la Grecia, Roma, l'impero persiano e l'India. Il fatto che questa monetazione sia iniziata così tardi infatti desta un po' di sorpresa. L'uso tardivo della monetazione può essere attribuito alla mancanza di un'economia evoluta, necessaria, necessaria perché le monete vengano accettate. La maggior parte delle monete axumite sono state trovate in grandi centri di commercio e pochissime in villaggi remoti, ove il commercio era per lo più basato sul baratto e non sulla moneta.
Di fatto le motivazioni iniziali per la coniazione di moneta furono i commerci ed i mercati internazionali, come evidenziato dall'uso del greco nella maggior parte delle proprie monete. Inoltre sembra che le monete d'oro siano state previste principalmente per i commerci con l'esterno mentre le monete d'argento e di bronzo probabilmente circolavano per lo più nell'Impero axumita, dato anche che le emissioni d'oro generalmente specificano "Re degli Axumiti" mentre il titolo nelle monete d'argento e di bronzo è semplicemente "Re".
Sembra che l'uso internazionale delle monete axumite sia iniziato subito, dato che le monete di re Ezana e perfino quelle di re Aphilas (il secondo ad emettere monete) siano state trovate in India.

## Declino
Durante il VII secolo, la potenza axumita iniziò a decadere e la società etiope iniziò a ritirarsi negli altopiani interni e le aree costiere divennero aree periferiche, mentre in precedenza Adulis, sulla costa, era stata la seconda città di Axum. Le monete continuarono a circolare ma delimitate in aree locali come la Nubia, l'Arabia meridionale ed il Corno d'Africa.

## Archeologia
Grazie alla loro natura le monete (ad es. con i nomi dei re) hanno fornito informazioni essenziali nell'identificazione di una cronologia dei re di Axum. Si stima che il 98% della città di Axum rimanga non scavato ed altre aree ancora di più.
Attraverso l'analisi del numero delle monete prodotte ed il loro stile, gli archeologi sono stati in grado di ricostruire una cronologia sommaria ma generalmente condivisa sui re del tardo VI secolo e del VII. Dei 20 Re di Axum attestati dalle monete, solo due sono supportati da iscrizioni di altro tipo, cioè i due re più famosi Ezana e Kaleb; sotto i regni di entrambi ci furono periodi di eccezionale prosperità che coincise con il massimo splendore del regno axumita.
Molte monete sono state trovate nel nord dell'Etiopia ed in Eritrea, la regione centrale di Axum, sebbene monete axumite siano attestate ad Arato e Lalibela. Molte monete sono state trovate ancora più lontano. Numerosi tesori di monete (sempre oro eccetto una moneta d'argento) sono stati trovati nel sud dell'Arabia, più che nella stessa Axum, testimoniando forse una presenza axumita in parti della regione (a sostegno forse il titolo usato che rivendicava il controllo su parte dell'Arabia meridionale durante il regno di GDRT). I ritrovamenti possono essere resti di tesori lasciati durante il periodo di Kaleb (forse come pagamento di mercenari), quando la zona fu sotto il controllo axumita. Oltre al Corno d'Africa e alla penisola Araba, le monete sono state rovate in Israele, Meroe, Egitto, e India.
Le monete d'argento e di bronzo sono state trovate per lo più ad Axum, anche se alcune sono state rinvenute nei centri di pellegrinaggio in Palestina.
Oltre alla evidenza storica, l'uso del Ge'ez nelle monete offre anche importanti informazioni linguistiche. Anche se rara, la vocalizzazione del Ge'ez usata a volte nelle monete axumite permette ai linguisti di analizzare i cambiamenti vocalici e spostamenti che non possono essere rappresentati nei vecchi abjad delle lingue semitiche come l'ebraico, l'arabo, l'arabo meridionale e il primo Ge'ez, che non era vocalizzato.